# ستاري دزيكو
pronounced ‎[ˈstarɨ ˈd͡ʑikuf]‏ ستاري دزيكو
pronounced ‎[ˈstarɨ ˈd͡ʑikuf]‏ ( (بالأوكرانية: Старий Диків)‏ ) هي قرية في مقاطعة لوباتشوف، محافظة بودكارباتسكي ، في جنوب شرق بولندا. وهي مقر غمينا (المنطقة الإدارية البولندية) تسمى Gmina Stary Dzików. تقع على 17 كيلومتر (11 ميل) شمال غرب Lubaczów و71 كيلومتر (44 ميل) شرق العاصمة الإقليمية رزيسزو. 
يبلغ عدد سكان القرية 1,320 نسمة. الاسم مشتق من الخنزير البري (بالبولندية: dzik)‏ أثناء تجواله في الغابة المحلية. كانت هناك قلعة صيد صغيرة في Dzików في العصور الوسطى، أعيد بناؤها كمزرعة دفاعية، وتحولت في النهاية إلى مصنع جعة في القرن التاسع عشر. 

## التاريخ

### الحرب العالمية الثانية
بعد غزو بولندا في عام 1939 دمر الألمان النازيون الكنيس. في يونيو 1940 تم إنشاء معسكر عمل قسري خارج البلدة للعبيد اليهود، مع نقل حوالي 1000 سجين من المعسكر في Cieszanów . كان جزءًا من نظام معسكرات محمية لوبلان التابعة لبيلزك قبل الحل النهائي. في نوفمبر 1940 تم تصفية المخيم في Dzików، وسار جميع نزلائه سيرا على الأقدام إلى وجهة مجهولة. في المجموع نجا 100 يهودي محلي فقط من المحرقة.  تم تهجير المجتمع الأوكراني في عام 1947. تميز وجودهم السابق في هذه المنطقة بالكنيسة الموحدة التي يعود تاريخها إلى عام 1904.
في عام 2007، استخدم أندريه فايدا، أشهر مخرج ومنتج أفلام بولندي، هذه القرية في إنتاج فيلمه الأخير Katyń حول مذبحة كاتين عام 1940.